# Campylopterus largipennis
A Campylopterus largipennis a madarak (Aves) osztályába, ezen belül a  sarlósfecske-alakúak (Apodiformes) rendjéhez és a kolibrifélék (Trochilidae) családjához tartozó faj.

## Rendszerezése
A fajt Pieter Boddaert holland ornitológus írta le 1783-ban, a Trochilus nembe Trochilus largipennis néven.

## Alfajai
- Campylopterus largipennis aequatorialis Gould, 1861
- Campylopterus largipennis diamantinensis Ruschi, 1963
- Campylopterus largipennis largipennis (Boddaert, 1783)
- Campylopterus largipennis obscurus Gould, 1848[2]

## Előfordulása
Bolívia, Brazília, Ecuador, Francia Guyana, Guyana, Kolumbia, Peru, Suriname és Venezuela területén honos. Természetes élőhelyei a szubtrópusi és trópusi hegyi esőerdők és cserjések, valamint másodlagos erdők és ültetvények. Állandó, nem vonuló faj.

## Megjelenése
Testhossza 12,4–15 centiméter, testtömege 7-10 gramm.

## Életmódja
Nektárral táplálkozik.

## Természetvédelmi helyzete
Az elterjedési területe rendkívül nagy, egyedszáma pedig stabil. A Természetvédelmi Világszövetség Vörös listáján nem fenyegetett fajként szerepel.